# Winter-Jasmin
Der Winter-Jasmin (Jasminum nudiflorum, Syn.: Jasminum sieboldianum Blume), oder Winterjasmin, Nacktblütiger Jasmin, Gelber Winterjasmin und Echter Winterjasmin genannt, gehört zur Pflanzengattung Jasminum in der Familie der Ölbaumgewächse (Oleaceae). Ungewöhnlich ist seine in die Wintermonate fallende Blütezeit.

## Herkunft und Verbreitung
Der Winter-Jasmin stammt ursprünglich aus den nördlichen und westlichen chinesischen Provinzen Gansu, Shaanxi, Sichuan, dem südöstlichen Tibet und dem nordwestlichen Yunnan. Er wächst in Dickichten, an Hängen und in Schluchten in Höhenlagen zwischen 800 und 4500 m Höhe.
1844 gelangte er auch nach Europa. Heute ist er eine Zierpflanze in Parks und Gärten der gemäßigten Breiten, in Frankreich beständig verwildert.
Die ökologischen Zeigerwerte nach Landolt et al. 2010 sind in der Schweiz: Feuchtezahl F = 2 (mäßig trocken), Lichtzahl L = 4 (hell), Reaktionszahl R = 3 (schwach sauer bis neutral), Temperaturzahl T = 4+ (warm-kollin), Nährstoffzahl N = 2 (nährstoffarm), Kontinentalitätszahl K = 2 (subozeanisch).

## Beschreibung
Jasminum nudiflorum ist ein sommergrüner, breitwüchsiger Strauch mit grünen, vierkantigen, bogig-niederliegenden Zweigen, die, wenn sie den Boden berühren, anwurzeln. Dadurch kann der Winterjasmin wirre, dichte Büsche bilden. Der Spreizklimmer erreicht Wuchshöhen von etwa 2 Metern (mit Kletterhilfe auch bis zu 5 m). 
Seine glänzend grünen, kurz gestielten Laubblätter sind gegenständig und meist dreiteilig gefiedert, manchmal „unifoliolate“, mit nur einem Blättchen. Die ganzrandigen, sitzenden, kahlen Blättchen sind eiförmig bis elliptisch oder verkehrt-eiförmig und 1 bis 3 cm lang. Die Blättchen sind spitz bis stumpf und stachelspitzig. Aufgrund der grünen Zweige sieht der Strauch aus, als sei er immergrün, doch er wirft im Herbst seine Blätter ab.
Jasminum nudiflorum ist heterostyl und distyl. Die Blüten erscheinen in den Wintermonaten vor dem Blattaustrieb und stehen einzeln und achselständig an den kahlen, vorjährigen Zweigen (auf diese Eigenschaft weist auch das Epitheton „nudiflorum“ = „nacktblütig“ hin). Im Gegensatz zu fast allen anderen Vertretern der Familie duften die Blüten nicht. Hauptblütezeit ist von Dezember bis April; es ist ein sogenannter Winterblüher. Bei milden Temperaturen zeigt der Winter-Jasmin seine Blüten schon vor Weihnachten. Bei stärkerem Frost erfrieren die Blüten, treiben aber nach.
Der Blütenstiel ist 2 bis 3 mm lang. Die gelben, zwittrigen Blüten mit doppelter Blütenhülle messen im Durchmesser etwa 2 bis 2,5 cm und sind fünf- oder sechszählig. Die fünf oder sechs Kelchblätter sind grün, kurz becherförmig mit langen Zipfeln. Fünf oder sechs Kronblätter sind zu einer stieltellerförmigen Blütenkrone verwachsen. Die Kronröhre ist etwa 8 bis 20 mm lang, mit kürzeren, dachigen Lappen. In jeder Blüte sind nur zwei Staubblätter vorhanden. Der zweikammerige Fruchtknoten ist oberständig mit schlankem Griffel.

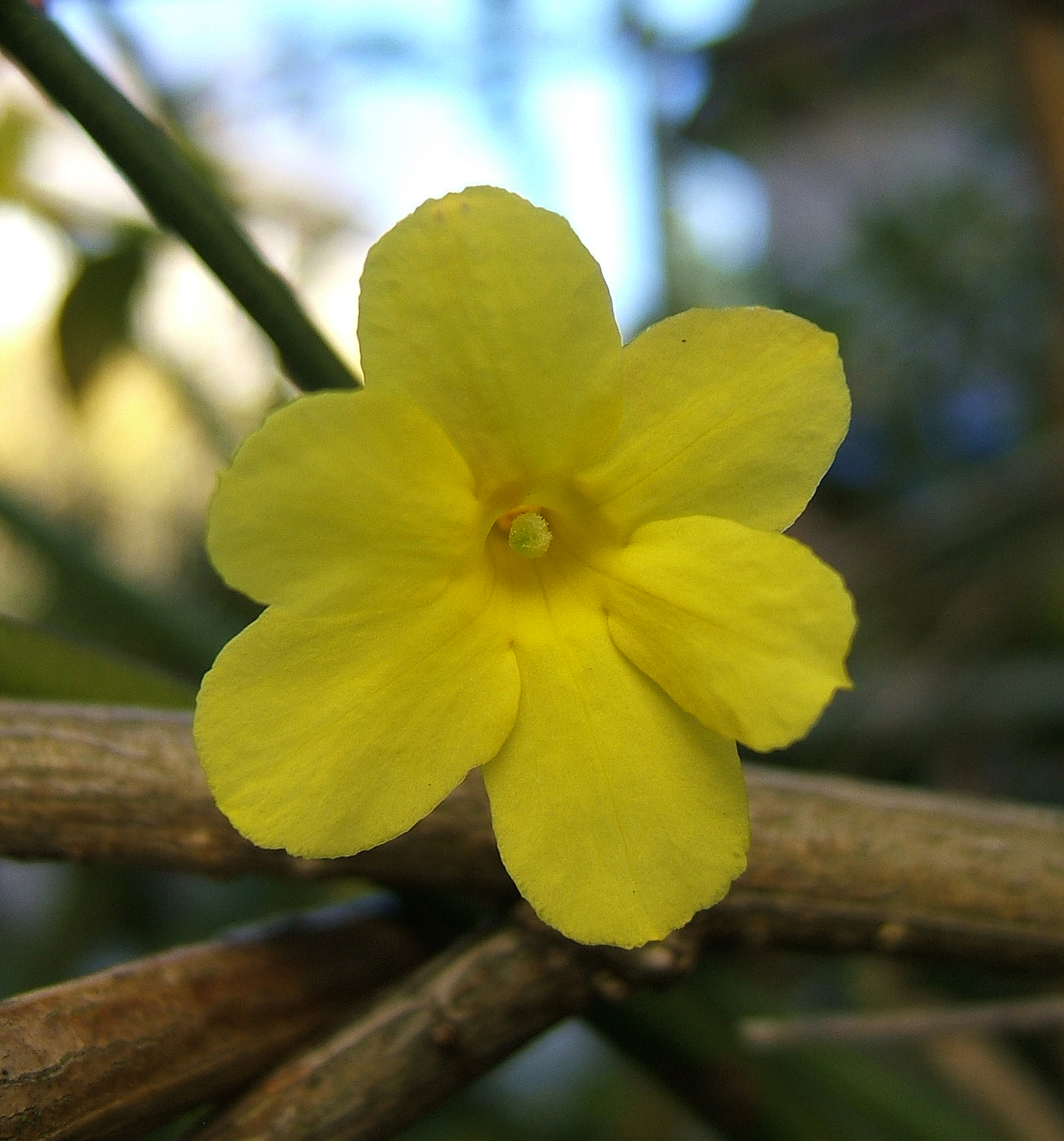
Einzelblüte
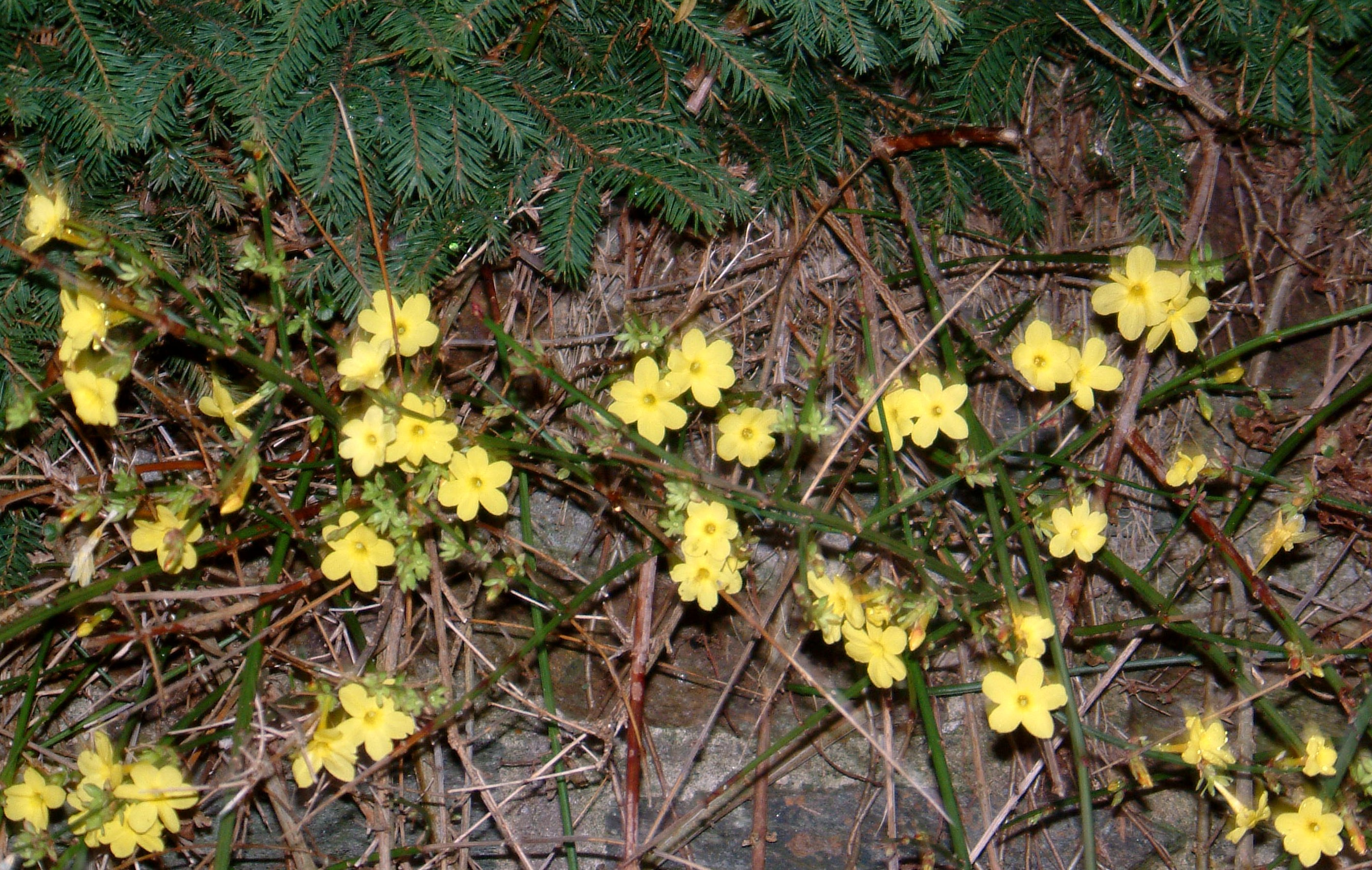
Winterjasmin an einer Mauer
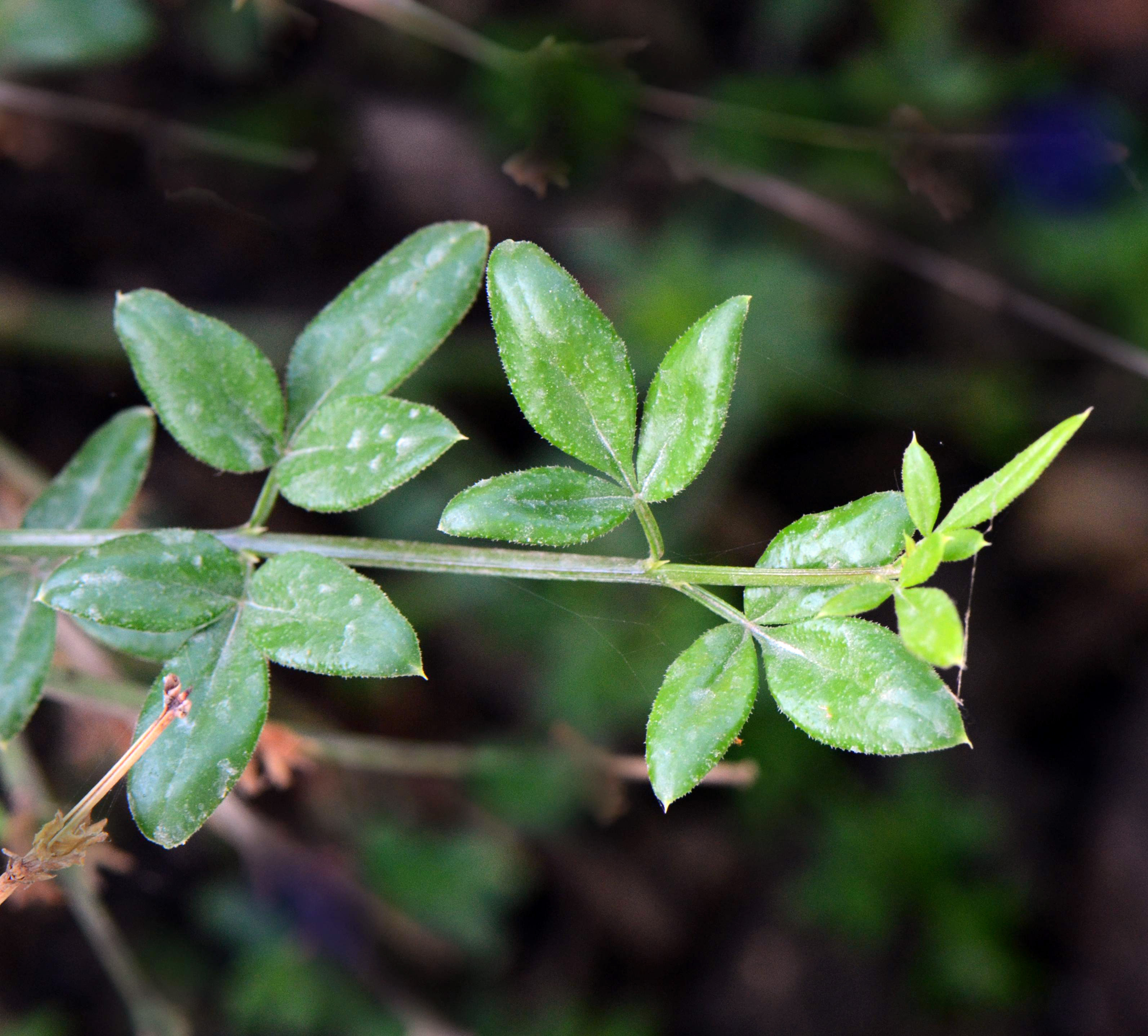
Laubblätter
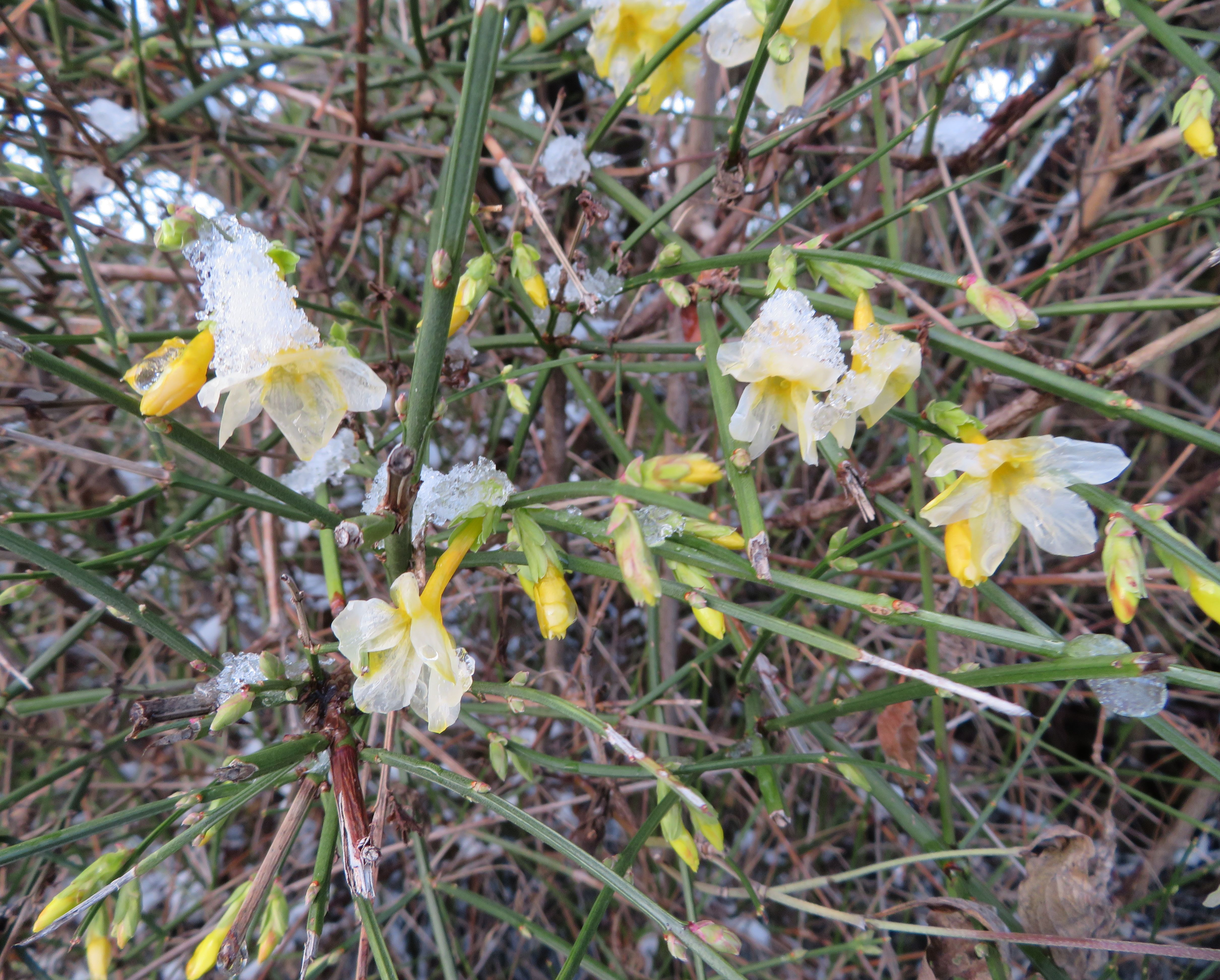
Von Schnee bedeckte ausgeblichene Blüten.

Es werden leicht transparente, ein- bis zweisamige, eiförmige bis ellipsoide, kahle Beeren mit beständigem Kelch gebildet, die bis 6 mm lang sind und einen Durchmesser von 3 bis 4 mm haben. Die Chromosomenzahl beträgt 2n = 52.

## Verwendung
Der Winter-Jasmin wird in Europa, wie schon seit alters her in China, wegen seiner im Winter erscheinenden Blüten als Zierpflanze kultiviert. In Mitteleuropa friert er bei starken Frösten zurück und sollte daher an geschützten Stellen oder Wänden, die auch den Zweigen eine Stütze bieten, gepflanzt werden. Die Art ist auch für Wintergärten geeignet.

## Varietäten
Es werden zwei Varietäten unterschieden:
- Jasminum nudiflorum Lindl. var. nudiflorum
- Jasminum nudiflorum var. pulvinatum (W.W.Smith) Kobuski